# Aíbga (Rusia)
Aíbga (en abjasio y en ruso: Аи́бга) es un seló del distrito de Ádler de la unidad municipal de la ciudad-balneario de Sochi, en el krai de Krasnodar de Rusia, en el sur del país (Cáucaso occidental). Está situado a orillas del curso superior del río Psou, que sirve de frontera con Abjasia, a los pies de la cordillera homónima. La parte de la localidad situada en la orilla derecha pertenece a Rusia, mientras que la de la orilla izquierda pertenece a Abjasia. Está a 38 km al este de Sochi y 188 al sureste de Krasnodar. Tenía 155 habitantes en 2010. Se halla a 840 m s. n. m., por lo que es la localidad situada a más altura en el territorio de la ciudad de Sochi.
Pertenece al municipio Nizhneshílovskoye, enmarcado entre los valles del Psou y el Mzymta.

## Historia
Antes de pasar al dominio del Imperio ruso, en el emplazamiento de la actual localidad se hallaba el aul Aiboga (Айбога), perteneciente a los príncipes abjasios Amarshán, cuyos vasallos en esta área eran las familias nobles Ozdan y Shjata. El aul era uno de los centros del área histórica Psju-Aíbga. La fundación de la población rusa tuvo lugar en 1869 por colonos procedentes de la provincia de Maguilov de la actual Bielorrusia.
Durante el periodo soviético fue objeto de disputa territorial entre la RSFS de Rusia y la RSS de Georgia. Más recientemente, en 2011, se dio una disputa con ocasión de la demarcación de la frontera entre Rusia y Abjasia.

## Transportes
A la localidad se llega por una carretera de tierra desde Yermólovka. Cuenta con un helipuerto, que conecta Aíbga con el Aeropuerto Internacional de Sochi.